# Hjelle
Hjelle – wieś w zachodniej Norwegii, w okręgu Sogn og Fjordane, w gminie Stryn. Wieś położona jest na wschodnim brzegu dużego jeziora Oppstrynsvatnet. Leży ok. 25 km na wschód od miejscowości Stryn i około 6 km na wschód od Oppstryn. Na południowym zachodzie od miejscowości znajduje się góra Skåla, która leży w Parku Narodowym Jostedalsbreen.
W Hjelle swoje ujście ma rzeka Hjelledøla.